# Princ Albert (piercing)

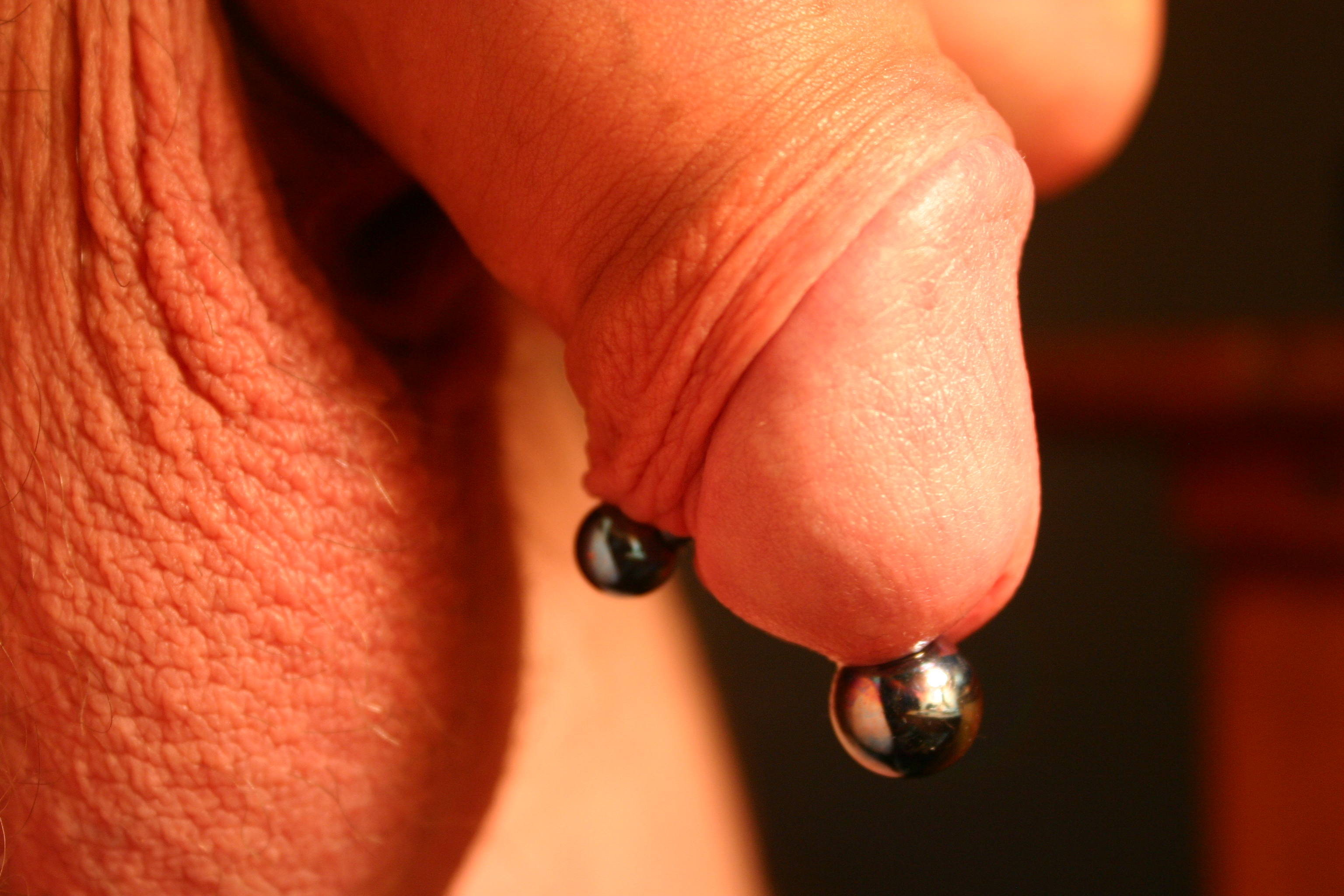
Aplikace piercingu.

Princ Albert (někdy zkráceně označovaný PA) je druh mužského genitálního piercingu s poměrně častým výskytem. Je veden ústím močové trubice a ven vystupuje na spodní straně penisu přibližně ve výšce uzdičky (propichován je však v opačném směru). Protože je propíchnuto jen málo tkáně, mohou tento piercing pohodlně nosit i neobřezaní muži.

## Bolestivost
S ohledem na subjektivní pocit bolestivosti u každého z těch, kdo tento piercing podstoupili, nelze jednoznačně stanovit míru bolestivosti. Pro některé byla aplikace spojena s bolestí, jiní prakticky žádnou bolest nepociťovali.

## Péče o piercing
Čerstvý vpich je vhodné denně čistit roztokem slané vody. Je vhodné omývat toto místo antibakteriálním mýdlem asi jednou až dvakrát denně. Důležité je důkladné omytí a osušení piercingu.
Z počátku je třeba se připravit na možné lehké nepohodlí, a to v místech, kde předkožka překrývá šperk.
Pozor je třeba si dávat při močení, neboť tekutina opouštějící žalud většinou stéká po šperku a ven proudí cestou, jíž je obtížné kontrolovat.

## Doba hojení
Piercing se léčí poměrně bez problémů. Doba hojení je asi 1 až 4 měsíce.

## Šperky
Jako šperk je možné použít kroužek nebo podkova. Častěji se však používá kroužek, který usnadňuje čištění. V případě použití podkovy může vyvstat problém s kuličkami na jejích koncích, které zalézají do močové trubice.

## Modifikace
Tak zvaný Reverse Prince Albert je piercing, který je veden horní stranou žaludu, čímž vlastně vytvoří neúplnou Apadravya.